# Maria Dolors Boixadós
Maria Dolors Boixadós i Servat (Sort, Pallars Sobirà, 1917 - Miami, Estats Units, 2008) va ser una escriptora catalana.
Tot just acabada la guerra civil va traslladar-se a Madrid on va començar a escriure. L'any 1944 va presentar-se al Premi Nadal amb la seva primera novel·la Aguas muertas. Es va casar amb l'investigador mèdic José Souto Candeira i es va traslladar a Amèrica, residint a (Veneçuela, Puerto Rico i els Estats Units). Després de doctorar-se en literatura hispànica, va exercir com a professora a les universitats de Tennessee i Puerto Rico fins a la seva jubilació. Paral·lelament, va continuar la seva producció literària amb diverses obres, com Retorno (1967) Premio España Errante, Balada de un músico (1968) —ambientada a Tremp durant la guerra civil—, Aguas muertas (1970), Gabriel: Coda final (1991) i algunes altres obres inèdites. Per voluntat del seu germà, la biblioteca i la seva documentació personal, professional i literària van cedir-se a la ciutat de Tremp.